# 銀色海岸

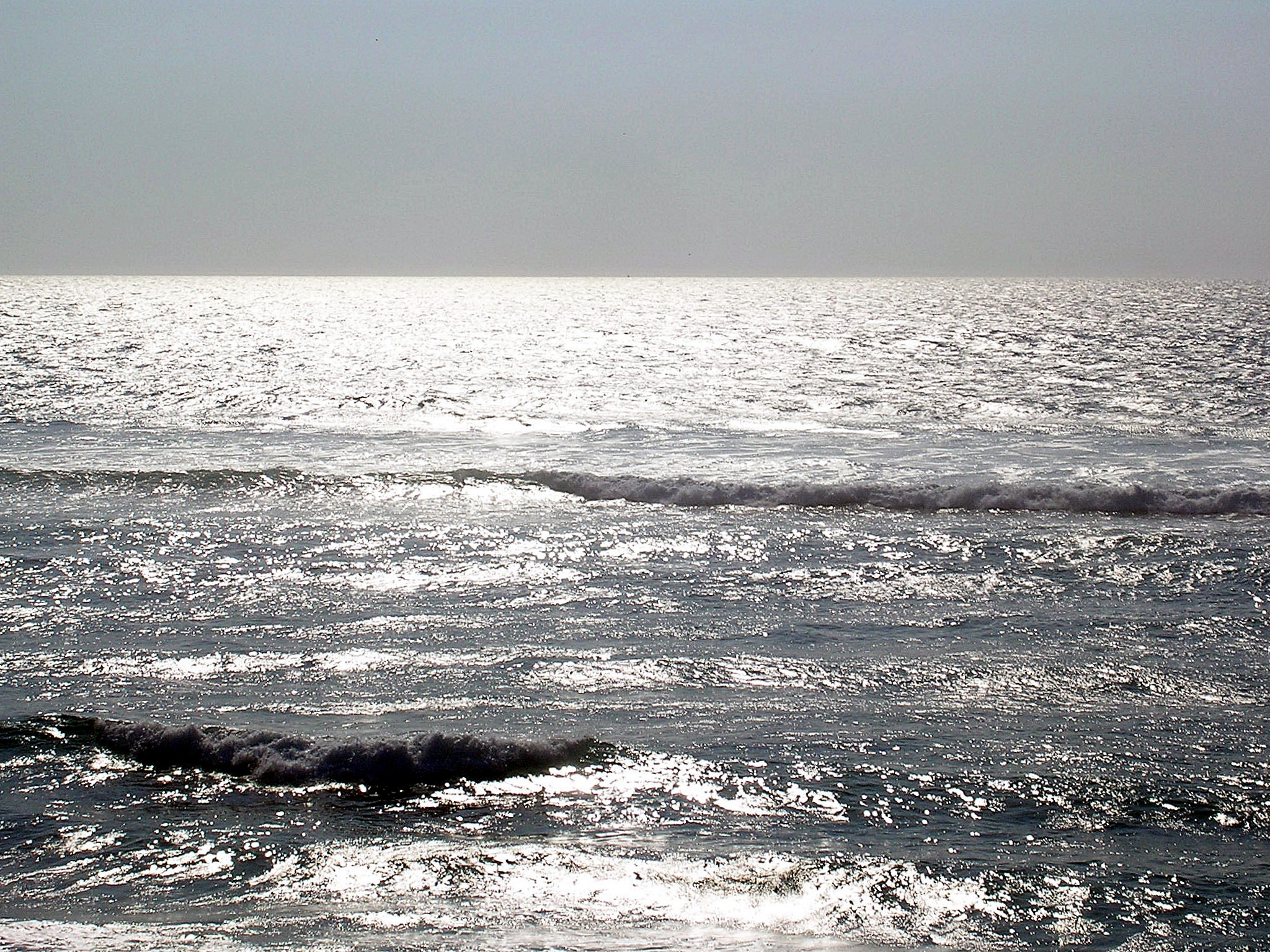
银色的海面，位于米米藏

銀色海岸（法語：Côte d'Argent，法語發音：[kot daʁʒɑ̃]）是指法國西南部阿基坦大區的大西洋海岸線，屬比斯開灣海岸線的一部分。海岸線整體十分平直，沿途有眾多觀光地和度假區。銀色海岸北起吉倫特河口，南至阿杜爾河。銀色海岸這一名稱首次出現是在1905年。
44°35′N 1°15′W / 44.583°N 1.250°W